# Asiatic Society of Bangladesh
Die Asiatic Society of Bangladesh (Bengalisch: বাংলাদেশ এশিয়াটিক সোসাইটি) ist eine nichtstaatliche, gemeinnützige Gesellschaft mit Sitz in Dhaka. Diese wurde 1952 als Asiatic Society of Pakistan gegründet, seit 1972 trägt sie den heutigen Namen. Der Zweck der Gesellschaft ist die Förderung von Studien zu Menschen und Natur in Asien.
Die Gesellschaft ist Herausgeberin der Banglapedia, der Nationalenzyklopädie Bangladeschs, deren Ausgaben in Bengalisch und Englisch in gedruckter Form, als CD-ROM und online verfügbar sind. Sie wurde von mehr als 1200 Autoren erstellt und enthält ca. 6600 Artikel.
An anderen Projekten der Gesellschaft sind vor allem zu nennen:
- die "Encyclopedia of Flora and Fauna of Bangladesh", ein umfassendes Kompendium des Artenreichtums Bangladeschs in 28 Bänden[4]
- die "Cultural Survey of Bangladesh", eine Dokumentation der Kulturgeschichte und Tradition Bangladeschs in 12 Bänden[5]
- die "Children’s Banglapedia", eine kindgerechte Ausgabe der Banglapedia in drei Bänden[6]

Die Wurzeln des Vereins reichen zurück zur 1784 von Sir William Jones gegründeten Asiatic Society of Bengal. Die Gründung der heutigen Gesellschaft wurde wesentlich vorangetrieben vom Archäologen, Historiker und Linguisten Ahmad Hasan Dani, unter Beteiligung anderer namhafter Wissenschaftler wie z. B. Muhammad Shahidullah, Abu Mohamed Habibullah und Abdul Halim. Schirmherr der Gesellschaft ist der Präsident der Republik.